# Frank Fay
Frank Fay (17 de noviembre de 1891-25 de septiembre de 1961) fue un actor teatral y cinematográfico, además de comediante y animador, de nacionalidad estadounidense, conocido principalmente por interpretar a "Elwood P. Dowd", personaje de la obra de Mary Chase Harvey, la cual se representó en Broadway.

## Biografía
Su verdadero nombre era Francis Anthony Donner, y nació en San Francisco (California), en una familia de origen irlandés. Tomó el nombre artístico de Frank Fay al decidir que su nombre de nacimiento no era adecuado para el mundo del espectáculo. Disfrutó de un éxito considerable como artista de variedades a partir de 1918, contando chistes y sucedidos con un cuidadoso estilo "espontáneo" que era muy original en su época. En la década de 1920 Fay era el artista de vodevil mejor pagado, con unos ingresos de 17 500 dólares semanales. 
Con la llegada del cine sonoro, Warner Bros. le contrató, al igual que hizo con otros famosos artistas teatrales. Frank Fay fue el maestro de ceremonias de la producción más cara de la Warner en 1929, El show de los shows. Gracias al éxito de la misma, Fay fue escogido para interpretar una comedia musical en Technicolor titulada Under A Texas Moon (1930), en la cual demostraba su habilidad para el canto. La cinta fue un taquillazo, y de la misma surgió una canción de gran éxito llamada "Under A Texas Moon".
A ese título le siguió otra película de gran presupuesto, Bright Lights (1930), un extravagante musical en Technicolor. Frank Fay también protagonizó The Matrimonial Bed (1930), una producción anterior al código Hays en la que cantaba la canción titular. Frank Fay quedó encasillado en el cine musical, y ello hizo que su popularidad menguara cuando el público empezó a dejar de lado el género. 
Su siguiente film, God's Gift to Women (1931), el cual había sido planteado originalmente como un musical, antes del estreno sufrió diversos cortes para eliminar las secuencias musicales. En este título Fay no consiguió las excelentes críticas de ocasiones anteriores. En 1932 intentó producir una película, llegando a un acuerdo con Warner Bros. para su estreno. El film se tituló A Fool's Advice y tuvo un éxito moderado.
Frank Fay se casó con Barbara Stanwyck en 1928, cuando ella era relativamente desconocida. Fay ayudó a su esposa a iniciar su carrera cinematográfica, consiguiendo un contrato con Warner Bros. en 1930. Tuvieron un hijo adoptado, Dion. La pareja únicamente actuó junta en una ocasión, en el corto The Stolen Jools (1931). 

## Últimos años
Fay tuvo un breve retorno a la pantalla en 1943 actuando para la compañía de bajo presupuesto Monogram Pictures, y haciendo equipo con el comediante Billy Gilbert con la intención de rodar una serie de comedias, aunque Fay se retiró del proyecto tras llevar a cabo la primera, Spotlight Scandals.
Frank Fay falleció en Santa Mónica (California) en 1961. Tenía 69 años de edad. Fue enterrado en el Cementerio Calvary de Los Ángeles, California.